# العلاقات الأسترالية السورينامية
العلاقات الأسترالية السورينامية هي العلاقات الثنائية التي تجمع بين أستراليا وسورينام.

## مقارنة بين البلدين
هذه مقارنة عامة ومرجعية للدولتين:
| وجه المقارنة                                              | أستراليا                                   | سورينام                        |
| --------------------------------------------------------- | ------------------------------------------ | ------------------------------ |
| المساحة (كم2)                                             | 7.69 مليون                                 | 163.27 ألف                     |
| عدد السكان (نسمة)                                         | 24.51 مليون                                | 563.40 ألف                     |
| الكثافة السكانية (ن./كم²)                                 | 3.19                                       | 3.45                           |
| العاصمة                                                   | كانبرا، ملبورن                             | باراماريبو                     |
| اللغة الرسمية                                             | لغة إنجليزية                               | اللغة الهولندية                |
| العملة                                                    | دولار أسترالي، جنيه إسترليني، جنيه أسترالي | دولار سورينامي، غيلدر سورينامي |
| الناتج المحلي الإجمالي (بليون دولار)                      | 1.32 تريليون                               | 3.32 مليار                     |
| الناتج المحلي الإجمالي (تعادل القوة الشرائية) بليون دولار | 1.10 تريليون                               | 9.07 مليار                     |
| الناتج المحلي الإجمالي الاسمي للفرد دولار أمريكي          | 56.31 ألف                                  | 9.48 ألف                       |
| الناتج المحلي الإجمالي للفرد دولار أمريكي                 | 45.92 ألف                                  | 16.64 ألف                      |
| مؤشر التنمية البشرية                                      | 0.939                                      | 0.714                          |
| رمز المكالمات الدولي                                      | +61                                        | +597                           |
| رمز الإنترنت                                              | .au                                        | .sr                            |
| المنطقة الزمنية                                           |                                            | 00                             |

## منظمات دولية مشتركة
يشترك البلدان في عضوية مجموعة من المنظمات الدولية، منها:
| علم المنظمة | اسم المنظمة                        | تاريخ انضمام أستراليا | تاريخ انضمام سورينام |
| ----------- | ---------------------------------- | --------------------- | -------------------- |
|             | يونسكو                             | 4 نوفمبر 1946         | 16 يوليو 1976        |
|             | مؤسسة التمويل الدولية              | 20 يوليو 1956         | 1 سبتمبر 2011        |
|             | منظمة حظر الأسلحة الكيميائية       | ?                     | ?                    |
|             | منظمة التجارة العالمية             | ?                     | ?                    |
|             | وكالة ضمان الاستثمار متعدد الأطراف | 10 فبراير 1999        | 2 يوليو 2003         |
|             | الاتحاد البريدي العالمي            | ?                     | ?                    |
|             | الاتحاد الدولي للاتصالات           | 27 مايو 1878          | 15 يوليو 1976        |
|             | منظمة الشرطة الجنائية الدولية      | ?                     | ?                    |
|             | الأمم المتحدة                      | 1 نوفمبر 1945         | 4 ديسمبر 1975        |
|             | البنك الدولي للإنشاء والتعمير      | 5 أغسطس 1947          | 27 يونيو 1978        |
|             | المنظمة الهيدروغرافية الدولية      | ?                     | ?                    |

## وصلات خارجية
- موقع وزارة الخارجية الأسترالية
- موقع وزارة الخارجية السورينامية